# 베로니크 자노
베로니크 자노(Véronique Jannot, 1957년 5월 7일 ~ )는 프랑스의 배우, 가수이다.